# دایگاکو-ریو

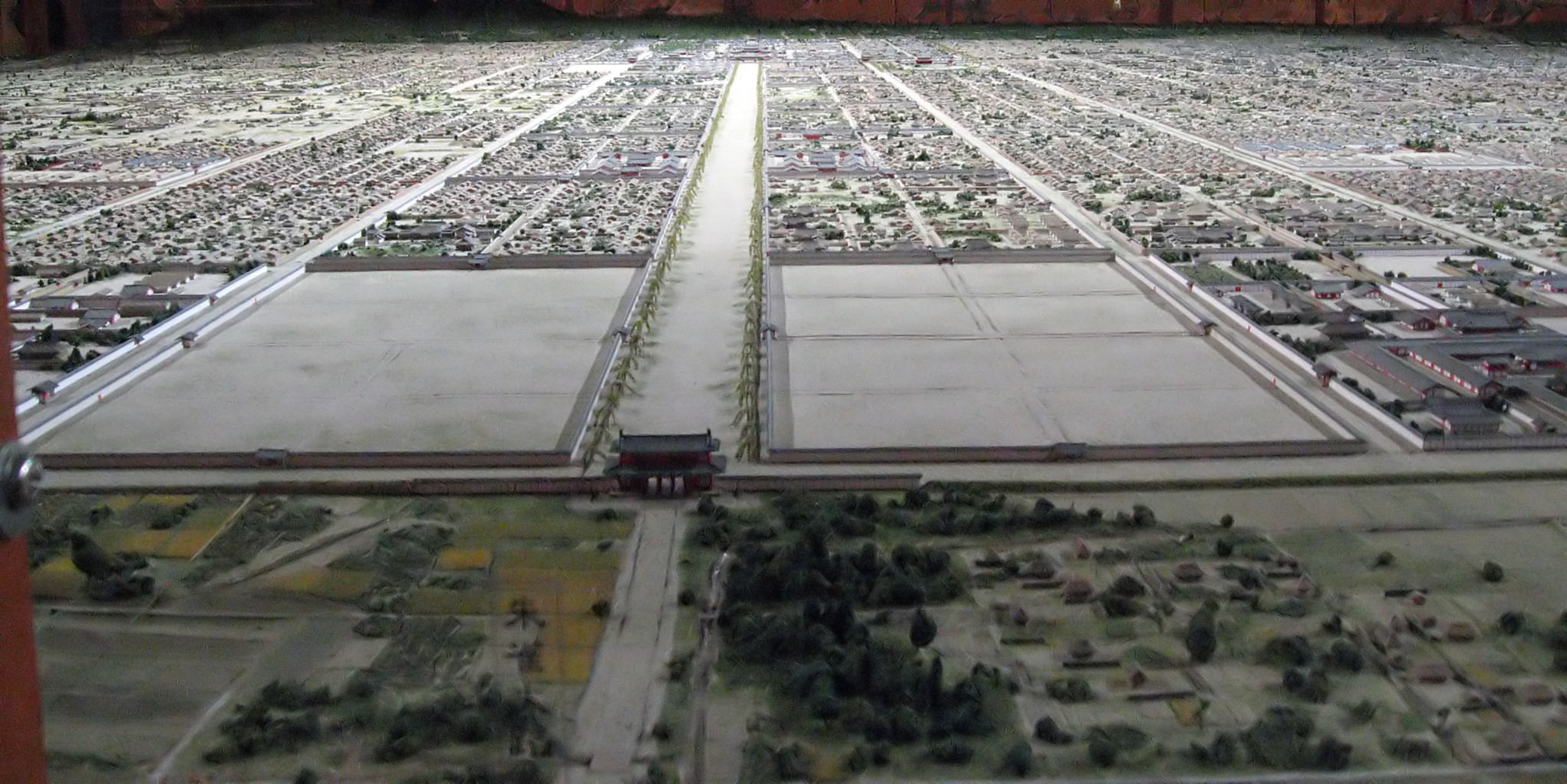
خیابان سوزاکواوجی هیانکیو

دایگاکو-ریو (به ژاپنی: 大学寮 Daigaku-ryō)، دانشگاه امپراتوری سابق ژاپن بود که در پایان قرن هفتم تأسیس شد. دایگاکو-ریو پیش از دوره هی‌آن، به اشکال مختلف تا اوایل دوره میجی ادامه داشت. مدیر دایگاکو-ریو دایگاکو-نو-کامی نام داشت.
دایگاکو-ریو در نزدیکی سوساکو مون در مرز جنوبی شبکه کیوتو قرار داشت. در قرن دوازدهم، بنای اولیه در اثر آتش‌سوزی ویران شد و بازسازی نشد.